# Rudolf Matzner
Rudolf Matzner (* 10. September 1930 in Magdeburg; † 28. August 2019 in Bremen) war ein deutscher Heimatkundler, Referent und Autor.

## Leben

### Beruf
Rudolf Matzner wuchs in der Altmark auf. Er kam 1950 nach Bremen und wurde dort ansässig. 1957 trat er in den Staatsdienst ein und wurde in der bremischen Justiz tätig. Nebenher engagierte er sich in der damaligen Gewerkschaft ÖTV sowie im Personalrat der Justizvollzugsanstalten des Landes Bremen, dessen Vorsitzender er einige Jahre war. Er stieg zum Oberinspektor auf und arbeitete unter anderem als Abteilungsleiter im Bereich des Bremer Justizsenators.
Neben seinem Justizdienst hielt er ab 1984 für den Deutschen Verkehrssicherheitsrat Vorträge zu Fragen der Verkehrssicherheit. Matzner ging 1990 in den Ruhestand.

### Heimatkundler, Referent und Autor

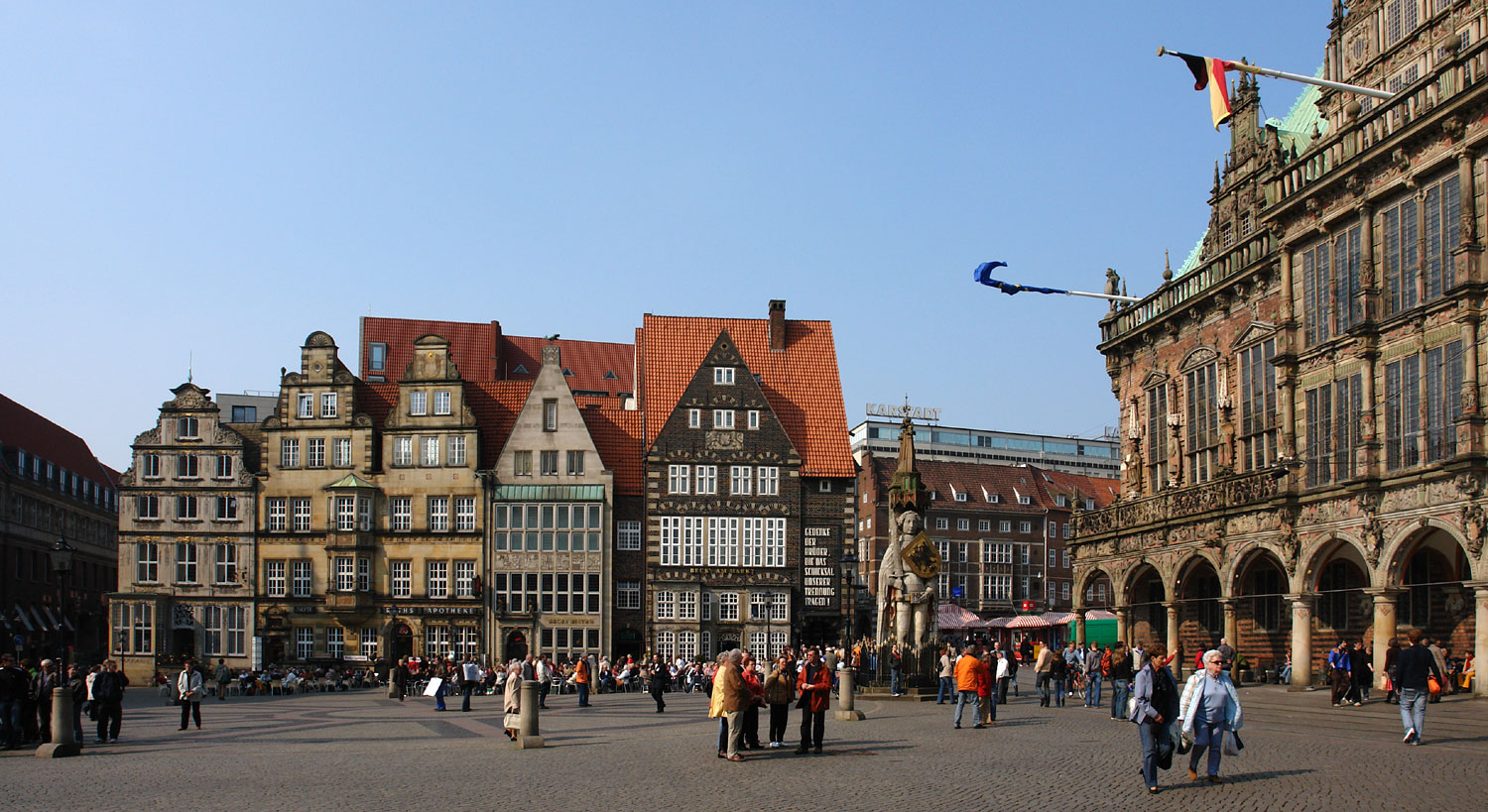
Der Bremer Marktplatz und seine „Geschichte(n)“ gehörten zu Rudolf Matzners bevorzugten Themen.

In seiner Wahlheimat Bremen und dessen Umland engagierte Matzner sich jahrzehntelang als Heimatkundler, wobei er sich vorwiegend mit norddeutscher Heimatgeschichte und der Historie der Hansestadt Bremen befasste. Einen Schwerpunkt bildeten dabei „Bremen-Nord und umzu“, sowie insbesondere der nordbremische Ortsteil Lesum, wohin er im Jahr 1970 mit seiner Familie zog. Seit 1984 war er Mitglied im Heimat- und Verschönerungsverein Bremen-Lesum e. V. (HVL) und zeitweise Vorstandsmitglied. Seit Mitte der 1990er-Jahre schrieb Matzner zahlreiche Beiträge für das Mitteilungs- und Informationsblatt des HVL, den Lesumer Boten, in welchem vierteljährlich neben Vereinsmitteilungen vor allem heimatkundliche Beiträge aus der Region veröffentlicht werden. Zudem gehörte er bis 2014 dem damals zweiköpfigen Redaktionsteam des Lesumer Boten an. Außerdem schrieb er zahlreiche Beiträge für die Regional- und Kulturzeitschrift Heimat-Rundblick, deren Autorenkreis er seit 2003 ebenfalls angehörte. Seine Aufsätze erzählen unter anderem „von Spaziergängen durch die Stadt, von Bremer Häusern, die üblicherweise nicht zugänglich sind, und von den Geschichten hinter der Geschichte“.
Matzner legte eine umfangreiche Sammlung von Dias an, die in zumeist selbst aufgenommenen Fotografien mehrere Jahrzehnte Heimatgeschichte dokumentieren und die er bei seinen Lichtbildvorträgen teils mit historischen Aufnahmen kombinierte. Zu den von ihm bearbeiteten heimatkundlichen Themen hielt er in Senioren- und Kulturzentren, Bibliotheken, Heimathäusern und anderen Versammlungsstätten in Bremen und Niedersachsen eine große Vielzahl von Autorenlesungen und Dia-Vorträgen und wurde dabei „über die Grenzen der Hansestadt hinaus bekannt“. Außerdem berichtete er in Dia-Vorträgen über seine Reisen ins In- und Ausland, so unter anderem ab 1989 bei Veranstaltungen des Kulturkreises Bremer Senioren, und veranstaltete kulturgeschichtliche Führungen und Besuche von Kirchen, Parks und Friedhöfen. Er brachte mehrere Bücher heraus, die sich mit der Heimatgeschichte in Bremen befassen. Unter seinen Bremensien wurde insbesondere sein Buch über den Bremer Textilfabrikanten „Baron Ludwig Knoop“ und die „Parks und Herrenhäuser oberhalb der Lesum“ von der Kritik positiv aufgenommen und liegt bereits in vierter Auflage vor.

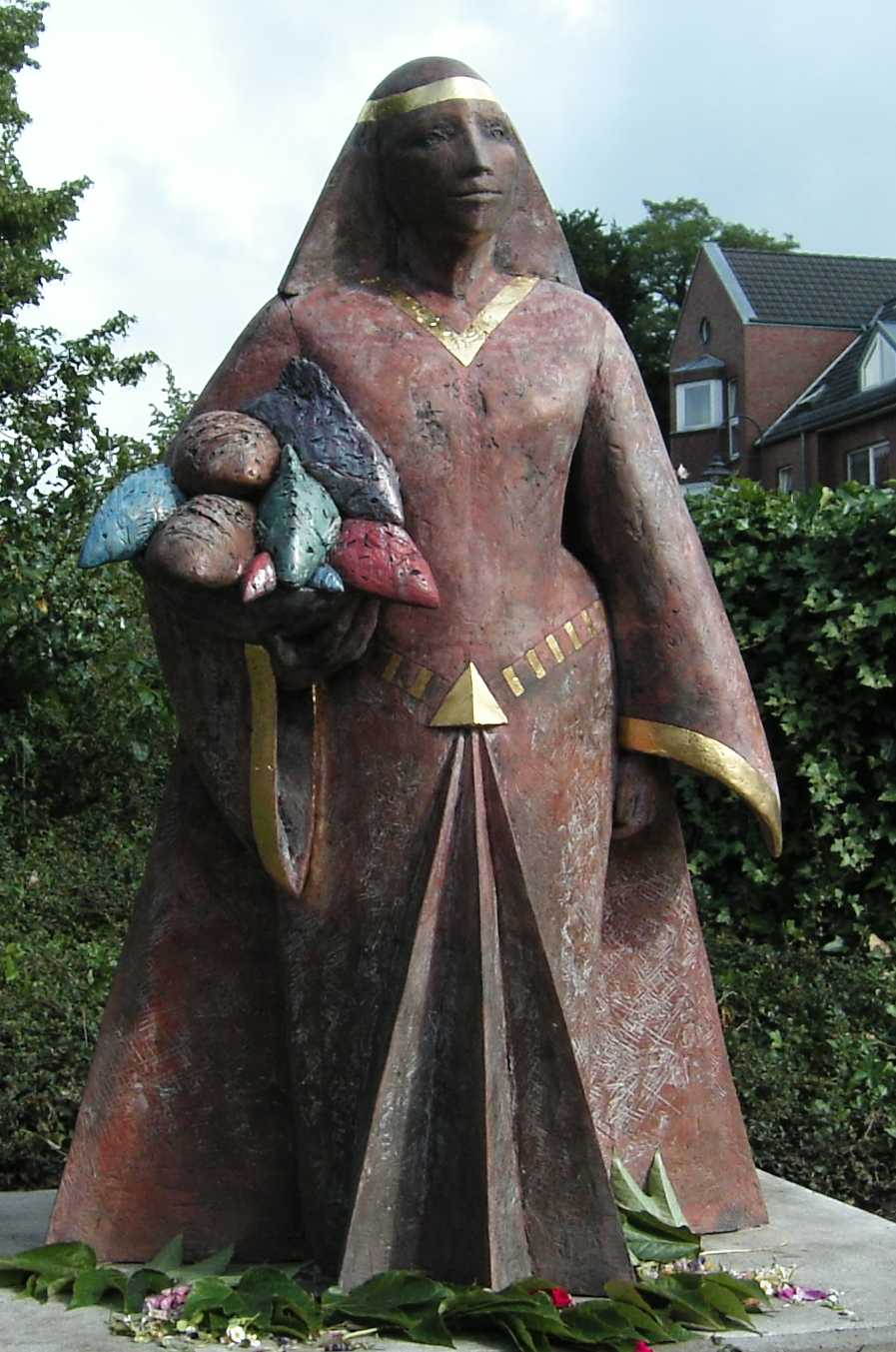
Das Gräfin-Emma-Denkmal in Lesum, das von Rudolf Matzner initiiert wurde (Bildhauerin:
Christa Baumgärtel, 2009)

Zudem befasste er sich in besonderer Weise mit der einst auf dem Gut Lesum ansässigen Gräfin Emma von Lesum, die als Wohltäterin für die Armen sowie als Stifterin für den Bremer Dom wirkte und die als eine der großen Frauengestalten des Mittelalters gilt. Matzner erforschte eingehend Emmas Historie; darüber hinaus war er Initiator und hatte maßgeblichen Anteil an der vom Heimatverein Lesum betriebenen und 2009 erfolgten Errichtung eines Denkmals zu Ehren von Gräfin Emma auf dem Lesumer Marktplatz. Die lebensgroße Bronzeskulptur der Gräfin wurde von der Bildhauerin Christa Baumgärtel ausgeführt.

### Familie
Rudolf Matzner war verheiratet, lebte mit seiner Frau in Bremen und hatte mit ihr zwei Kinder. Er starb im August 2019 im Alter von 88 Jahren.

## Veröffentlichungen (Auswahl)
- Baron Ludwig Knoop. Park und Herrenhäuser oberhalb der Lesum. 4. Auflage. Verlag M. Simmering, Lilienthal 2006, ISBN 3-927723-99-1 (Rezension).
- Geschichten rund um den Bremer Marktplatz. Interessantes, Unbekanntes und Kurioses. Verlag M. Simmering, Lilienthal 2007, ISBN 978-3-927723-63-4.
- Der Bremer Klosterochsenzug. Bremer Kloster- und Kirchengeschichten. Interessantes, Unbekanntes und Kurioses. Druckerpresse-Verlag, Lilienthal 2011 (Rezension).
- Erinnerungen an die St. Nikolaus-Kirche in Bremen-Burg. In: Heimat-Rundblick. Geschichte, Kultur, Natur. Nr. 88, 1/2009 (Frühjahr 2009). Verlag M. Simmering, ISSN 2191-4257, S. 16–17.
- Wer war Julius Bamberger? In: Heimat-Rundblick. Nr. 89, 2/2009 (Sommer 2009). Verlag M. Simmering, S. 10.
- Geschichten rund um das Kirchspiel Wasserhorst. Teil 1. In: Heimat-Rundblick. Nr. 95, 4/2010 (Winter 2010). Druckerpresse-Verlag, S. 24;
Teil 2. In: Heimat-Rundblick Nr. 96, 1/2011 (Frühjahr 2011), S. 20–21.
- Ein Bremer Lied geht um die Welt. Erinnerung an den Pastor Joachim Neander. In: Heimat-Rundblick. Nr. 99, 4/2011 (Winter 2011), S. 10–11.
- Wilhelm Kaisen. Ein Denkmal zu Ehren des Altbürgermeisters. In: Heimat-Rundblick. Nr. 100, 1/2012 (Frühjahr 2012), S. 24.
- Die stummen Rückkehrer. Linzer Diplom wieder im bremischen Besitz. In: Heimat-Rundblick. Nr. 101, 2/2012 (Sommer 2012), S. 26–27.
- Bremens Dominikaner-Mönche und die Schlacht bei Altenesch. In: Heimat-Rundblick. Nr. 102, 3/2012 (Herbst 2012), S. 26–27.